# آلتن (مین)
آلتون، مین (به انگلیسی: Alton, Maine) یک منطقهٔ مسکونی در ایالات متحده آمریکا است که در ایالت مین واقع شده‌است.

## خصوصیات
آلتن ۱۱۰٫۲۰ کیلومترمربع مساحت و ۸۹۰ نفر جمعیت دارد و ۵۵ متر بالاتر از سطح دریا واقع شده‌است.